# Далзелл, Роберт, 5-й граф Карнуэт
Роберт Далзелл, 5-й граф Карнуэт (англ. Robert Dalzell, 5th Earl of Carnwath; 1687 — 4 августа 1737) — шотландский дворянин и якобит, участник Якобитского восстания 1715 года. После поражения восстания был арестован, лишен владений и приговорен к смертной казни, которая позднее была отменена.
С 1689 по 1702 год он был известен как сэр Роберт Далзелл, 3-й баронет из Глена.

## Биография
Родился в 1687 году. Сын и наследник сэра Джона Далзелла, 2-го баронета из Глена (? — 1689), и Гарриет Мюррей. Он получил образование в Кембриджском университете. В марте 1689 года после смерти своего отца он унаследовал титул 2-го баронета.
Он также был наследником мужского пола своего двоюродного брата Джона Далзелла (1649—1702), который был 4-м графом Карнуэтом и 5-м лордом Далзеллом (с 1683 по 1702). Титул графа Карнуэта был создан с правом наследования для наследников мужского пола, носящих имя и герб Далзеллов. Это означает, что он может перейти к старшему наследнику мужского пола, кем бы он ни был, за пределами линии, нисходящей от первого обладателя графского титула, если эта линия вымрет. Старший наследник мужского пола просто обязан иметь фамилию и герб Далзелл, если не по рождению, то по одностороннему обязательству и королевской лицензии.
Таким образом, наследование титула графа Карнуэта произошло после смерти 4-го графа в 1702 году, когда линия 1-го графа вымерла. Таким образом, графство смогло перейти по боковой преемственности к лорду Карнуэту, старшему наследнику первого лорда и боковому наследнику 1-го графа, будучи правнуком брата 1-го графа Карнуэта.
Лорд Карнуэт сражался в битве при Престоне 14 ноября 1715 года на стороне якобитов и попал в плен. За его роль в восстании ганноверское правительство издало в 1716 году приказ об измене лорду Карнуэту в качестве наказания за его участие в восстании, приговорив его к смертной казни и конфисковав все его титулы. Его казнь сначала была отложена, а затем в 1717 году отменена на основании Закона о возмещении убытков.
Он умер 4 августа 1737 года в Киркмайкле, Дамфришир, Шотландия.

## Браки и дети
Лорд Карнуэт был женат четыре раза. Он женился первым браком на леди Грейс Монтгомери (ок. 1689 — январь 1713), дочери Александра Монтгомери, 9-го графа Эглинтона, и Маргарет Кокрейн. У супругов было две дочери:
- Леди Маргарет Далзелл (? — 18 апреля 1781), незамужняя
- Леди Юфимия Далзелл (род. 12 февраля 1703), умерла в молодости.

3 июня 1720 года он женился вторым браком на Гризель Уркарт (? — сентябрь 1723), дочери Александра Уркарта. У них родился один сын:
- Александр Далзелл (2 февраля 1721 — 3 апреля 1787), женат на Элизабет Джексон, от брака с которой у него было шестеро детей.

15 ноября 1728 года его третьей женой стала Маргарет Гамильтон (? — 13 февраля 1730), дочери Джона Гамильтона. Третий брак был бездетным.
19 июня 1735 года в Уэрксопе, Ноттингемшир, он женился четвёртым браком на Маргарет Винсент (5 ноября 1696 — 11 апреля 1758), дочери Томаса Винсента и Изабель Пакер. У них был один сын:
- Роберт Далзелл (1738 — 29 июля 1788), отец генерал-лейтенанта Роберта Александра Далзелла (1768—1839), 6-го графа Карнуэта с 1826 года[2].